# Prvenstvo Hrvatske u vaterpolu 2019./20.
Ovo je 29. izdanje hrvatskog vaterpolskog prvenstva. Svih deset momčadi koje su nastupale u Jadranskoj ligi išlo je u doigravanje za naslov prvaka Hrvatske, koje je odigrano na ljeto 2020. godine, po završetku Jadranske lige. 
  
Svoj peti uzastopni, a ukupno šesnaesti naslov, osvojio je dubrovački "Jug Adriatic osiguranje".

## Sudionici
prema plasmanu koji ostvare u A-1 i A-2 ligi u Jadranskoj ligi za 2019./20. 
- Mladost - Zagreb
- Jug Adriatic osiguranje - Dubrovnik
- Jadran - Split
- Mornar Brodospas - Split
- OVK POŠK - Split
- Solaris - Šibenik
- Primorje Erste Banka - Rijeka
- Zadar 1952 - Zadar
- Medveščak - Zagreb
- Galeb Makarska rivijera - Makarska

## Rezultati
- domaća utakmica za klub1 

     - gostujuća utakmica za klub1

| Četvrtzavršnica | Četvrtzavršnica | Četvrtzavršnica | Četvrtzavršnica | Četvrtzavršnica |
| klub1           | ukupno          | klub2           | ut.1            | ut.2            |
| --------------- | --------------- | --------------- | --------------- | --------------- |
| Galeb MR        | 9:43            | Jug AO          | 4:23            | 5:20            |
| OVK POŠK        | 8:36            | Mladost         | 4:21            | 4:15            |
| Primorje EB     | 19:27           | Jadran          | 9:13            | 10:14           |
| Solaris         | 25:14           | Mornar BS       | 14:5            | 11:9            |

| Za 9. mjesto | Za 9. mjesto | Za 9. mjesto | Za 9. mjesto | Za 9. mjesto |
| klub1        | ukupno       | klub2        | ut.1         | ut.2         |
| ------------ | ------------ | ------------ | ------------ | ------------ |
| Zadar 1952   | 22:37        | Medveščak    | 9:14         | 13:13        |

| Poluzavršnica | Poluzavršnica | Poluzavršnica | Poluzavršnica | Poluzavršnica | Poluzavršnica |
| klub1         | pob-por       | klub2         | ut.1          | ut.2          | ut.3          |
| ------------- | ------------- | ------------- | ------------- | ------------- | ------------- |
| Jug AO        | 2-0           | Solaris       | 17:6          | 16:6          | -             |
| Mladost       | 2-0           | Jadran        | 13:12         | 11:10         | -             |

| Za 5. do 8. mjesta | Za 5. do 8. mjesta | Za 5. do 8. mjesta | Za 5. do 8. mjesta | Za 5. do 8. mjesta |
| klub1              | ukupno             | klub2              | ut.1               | ut.2               |
| ------------------ | ------------------ | ------------------ | ------------------ | ------------------ |
| Galeb MR           | 17:28              | Mornar BS          | 5:15               | 12:13              |
| OVK POŠK           | 8:34               | Primorje EB        | 1:11               | 7:23               |

| klub1     | pob-por   | klub2     | ut.1      | ut.2      | ut.3      | ut.4      | ut.5      |
| Za prvaka | Za prvaka | Za prvaka | Za prvaka | Za prvaka | Za prvaka | Za prvaka | Za prvaka |
| --------- | --------- | --------- | --------- | --------- | --------- | --------- | --------- |
| Jug AO    | 3-0       | Mladost   | 18:16     | 13:11     | 19:3      | -         | -         |

| Za 7. mjesto | Za 7. mjesto | Za 7. mjesto | Za 7. mjesto | Za 7. mjesto |
| klub1        | ukupno       | klub2        | ut.1         | ut.2         |
| ------------ | ------------ | ------------ | ------------ | ------------ |
| Galeb MR     | 25:21        | OVK POŠK     | 12:13        | 13:8         |

| Za 5. mjesto | Za 5. mjesto | Za 5. mjesto | Za 5. mjesto | Za 5. mjesto |
| klub1        | ukupno       | klub2        | ut.1         | ut.2         |
| ------------ | ------------ | ------------ | ------------ | ------------ |
| Primorje EB  | 27:11        | Mornar BS    | 19:7         | 9:4          |

| Za 3. mjesto | Za 3. mjesto | Za 3. mjesto | Za 3. mjesto | Za 3. mjesto | Za 3. mjesto |
| klub1        | pob-por      | klub2        | ut.1         | ut.2         | ut.3         |
| ------------ | ------------ | ------------ | ------------ | ------------ | ------------ |
| Jadran       | 2-1          | Solaris      | 13:9         | 12:13        | 16:9         |

## Rezultati glavnog dijela

### Četvrtzavršnica

#### Prve utakmice
| 24. lipnja 2020. 20:00 | Izvješće | Primorje                           | 9 – 13    | Jadran ST | Suci: Copić, Bura |
| 24. lipnja 2020. 20:00 | Izvješće | Po četvrtinama: 1:3, 3:3, 3:3, 2:4 |           |           | Suci: Copić, Bura |
| 24. lipnja 2020. 20:00 | Izvješće | četiri igrača po 2                 | Strijelci | Dužević 4 | Suci: Copić, Bura |

| 24. lipnja 2020. 20:00 | Izvješće | Solaris                            | 14 – 5    | Mornar | Suci: Franulović, Gavrilović |
| 24. lipnja 2020. 20:00 | Izvješće | Po četvrtinama: 5:2, 2:1, 4:1, 3:1 |           |        | Suci: Franulović, Gavrilović |
| 24. lipnja 2020. 20:00 | Izvješće | Vlahović 5                         | Strijelci | Ban 2  | Suci: Franulović, Gavrilović |

| 25. lipnja 2020. 19:00 | Izvješće | Galeb                              | 4 – 23    | Jug             | Suci: Kuzmanić, Sivčević |
| 25. lipnja 2020. 19:00 | Izvješće | Po četvrtinama: 1:7, 2:7, 0:3, 1:6 |           |                 | Suci: Kuzmanić, Sivčević |
| 25. lipnja 2020. 19:00 | Izvješće | Popović 2                          | Strijelci | pet igrača po 3 | Suci: Kuzmanić, Sivčević |

| 26. lipnja 2020. 20:45 | Izvješće | OVK POŠK                           | 4 – 21    | Mladost | Suci: Šketelj, Jambrović |
| 26. lipnja 2020. 20:45 | Izvješće | Po četvrtinama: 1:7, 1:3, 1:7, 1:4 |           |         | Suci: Šketelj, Jambrović |
| 26. lipnja 2020. 20:45 | Izvješće | M. Divković 3                      | Strijelci | Bukić 6 | Suci: Šketelj, Jambrović |

#### Druge utakmice
| 27. lipnja 2020. 18:30 | Izvješće | Jadran ST                          | 14 – 10   | Primorje | Suci: Radičević, Štampalija |
| 27. lipnja 2020. 18:30 | Izvješće | Po četvrtinama: 3:1, 4:4, 2:1, 5:4 |           |          | Suci: Radičević, Štampalija |
| 27. lipnja 2020. 18:30 | Izvješće | dva igrača po 3                    | Strijelci | Car 3    | Suci: Radičević, Štampalija |

Ukupni rezultat je Jadran ST 27:19 Primorje.
| 27. lipnja 2020. 20:00 | Izvješće | Mornar                             | 9 – 11    | Solaris            | Suci: Savinović, Blašković |
| 27. lipnja 2020. 20:00 | Izvješće | Po četvrtinama: 3:3, 3:3, 1:3, 2:2 |           |                    | Suci: Savinović, Blašković |
| 27. lipnja 2020. 20:00 | Izvješće | R. Akrap 2                         | Strijelci | četiri igrača po 2 | Suci: Savinović, Blašković |

Ukupni rezultat je Solaris 25:14 Mornar.
| 26. lipnja 2020. 11:00 | Izvješće | Jug                                | 20 – 5    | Galeb     | Suci: Jović, Gašpardi |
| 26. lipnja 2020. 11:00 | Izvješće | Po četvrtinama: 3:2, 6:0, 4:1, 7:2 |           |           | Suci: Jović, Gašpardi |
| 26. lipnja 2020. 11:00 | Izvješće | tri igrača po 3                    | Strijelci | Popović 2 | Suci: Jović, Gašpardi |

Ukupni rezultat je Jug 43:9 Galeb.
| 27. lipnja 2020. 10:30 | Izvješće | Mladost                            | 15 – 4    | OVK POŠK | Suci: Milenković, Hrestak |
| 27. lipnja 2020. 10:30 | Izvješće | Po četvrtinama: 3:1, 4:1, 4:1, 4:1 |           |          | Suci: Milenković, Hrestak |
| 27. lipnja 2020. 10:30 | Izvješće | dva igrača po 4                    | Strijelci | Penava 2 | Suci: Milenković, Hrestak |

Ukupni rezultat je Mladost 36:8 OVK POŠK.

### Poluzavršnica

#### Prve utakmice
| 1. srpnja 2020. 19:00 | Izvješće | Jug                                | 17 – 6    | Solaris          | Suci: Tiozzo, Gašpardi |
| 1. srpnja 2020. 19:00 | Izvješće | Po četvrtinama: 2:2, 5:1, 5:1, 5:2 |           |                  | Suci: Tiozzo, Gašpardi |
| 1. srpnja 2020. 19:00 | Izvješće | Obradović 6                        | Strijelci | šest igrača po 1 | Suci: Tiozzo, Gašpardi |

| 1. srpnja 2020. 20:30 | Izvješće | Mladost                            | 13 – 12   | Jadran ST       | Suci: Franulović, Beltrame |
| 1. srpnja 2020. 20:30 | Izvješće | Po četvrtinama: 4:0, 4:3, 2:2, 3:7 |           |                 | Suci: Franulović, Beltrame |
| 1. srpnja 2020. 20:30 | Izvješće | dva igrača po 3                    | Strijelci | dva igrača po 3 | Suci: Franulović, Beltrame |

#### Druge utakmice
| 3. srpnja 2020. 21:00 | Izvješće | Solaris                            | 6 – 16    | Jug        | Suci: Periš, Banovac |
| 3. srpnja 2020. 21:00 | Izvješće | Po četvrtinama: 0:6, 3:3, 2:3, 1:4 |           |            | Suci: Periš, Banovac |
| 3. srpnja 2020. 21:00 | Izvješće | Vlahović 2                         | Strijelci | Merkulov 5 | Suci: Periš, Banovac |

Ukupni rezultat je Jug 2:0 Solaris.
| 4. srpnja 2020. 21:00 | Izvješće | Jadran ST                          | 10 – 11   | Mladost         | Suci: Štampalija, Copić |
| 4. srpnja 2020. 21:00 | Izvješće | Po četvrtinama: 2:1, 2:2, 4:5, 2:3 |           |                 | Suci: Štampalija, Copić |
| 4. srpnja 2020. 21:00 | Izvješće | Butić 4                            | Strijelci | dva igrača po 3 | Suci: Štampalija, Copić |

Ukupni rezultat je Mladost 2:0 Jadran ST.

### Završnica

#### Prva utakmica
| 18. srpnja 2020. 18:45 | Izvješće | Jug                                             | 13 (5) – 13 (3) | Mladost         | Suci: Štampalija, Copić |
| 18. srpnja 2020. 18:45 | Izvješće | Po četvrtinama: 5:2, 4:4, 3:4, 1:3 Peterci: 5:3 |                 |                 | Suci: Štampalija, Copić |
| 18. srpnja 2020. 18:45 | Izvješće | Benić 5                                         | Strijelci       | tri igrača po 3 | Suci: Štampalija, Copić |

#### Druga utakmica
| 22. srpnja 2020. 18:45 | Izvješće | Mladost                                         | 10 (1) – 10 (3) | Jug       | Suci: Tiozzo, Franulović |
| 22. srpnja 2020. 18:45 | Izvješće | Po četvrtinama: 2:2, 3:3, 2:4, 3:1 Peterci: 1:3 |                 |           | Suci: Tiozzo, Franulović |
| 22. srpnja 2020. 18:45 | Izvješće | Miloš 4                                         | Strijelci       | Fatović 5 | Suci: Tiozzo, Franulović |

#### Treća utakmica
| 25. srpnja 2020. 20:15 | Izvješće | Jug                                | 19 – 3    | Mladost         | Suci: Štampalija, Franulović |
| 25. srpnja 2020. 20:15 | Izvješće | Po četvrtinama: 4:0, 6:0, 4:1, 5:2 |           |                 | Suci: Štampalija, Franulović |
| 25. srpnja 2020. 20:15 | Izvješće | Fatović 4                          | Strijelci | tri igrača po 1 | Suci: Štampalija, Franulović |

Ukupni rezultat je Jug 3:0 Mladost.

## Konačni poredak
| mj. | klub                               | ut | pob | ner | por | gol+ | gol- |
| --- | ---------------------------------- | -- | --- | --- | --- | ---- | ---- |
| 1.  | Jug Adriatic osiguranje Dubrovnik  | 7  | 7   | 0   | 0   | 126  | 51   |
| 2.  | Mladost Zagreb                     | 7  | 4   | 0   | 3   | 90   | 80   |
|     |                                    |    |     |     |     |      |      |
| 3.  | Jadran Split                       | 7  | 4   | 0   | 3   | 90   | 74   |
| 4.  | Solaris Šibenik                    | 7  | 3   | 0   | 4   | 68   | 88   |
|     |                                    |    |     |     |     |      |      |
| 5.  | Primorje Erste Banka Rijeka        | 6  | 4   | 0   | 2   | 81   | 46   |
| 6.  | Mornar Brodospas Split             | 6  | 2   | 0   | 4   | 53   | 70   |
|     |                                    |    |     |     |     |      |      |
| 7.  | Galeb Makarska rivijera (Makarska) | 6  | 1   | 0   | 5   | 51   | 92   |
| 8.  | OVK POŠK Split                     | 6  | 1   | 0   | 5   | 37   | 95   |
|     |                                    |    |     |     |     |      |      |
| 9.  | Medveščak Zagreb                   | 2  | 1   | 1   | 0   | 37   | 22   |
| 10. | Zadar 1952                         | 2  | 0   | 1   | 1   | 22   | 37   |

## Unutarnje poveznice
- 3. HVL 2020.
- Hrvatski vaterpolski kup 2019.
- Jadranska vaterpolska liga 2019./20.

## Vanjske poveznice
- hvs.hr
- hvs.hr, Prvenstvo Hrvatske